# ASPANIAS
|  | No s'ha de confondre amb Fundació Catalana Tutelar Aspanias. |

ASPANIAS (Associació de Pares de Persones amb Retard Mental) és una entitat sense ànim de lucre fundada el 1962 per a ajudar els joves amb deficiència mental i atendre'n les famílies. Ha creat una xarxa de serveis d'orientació i de centres d'educació i esplai, alhora que ha fet una important tasca de sensibilització de la societat i dels poders públics davant la necessitat d'integració social de les persones deficients. El 1987 va rebre la Creu de Sant Jordi.
L'agost de 2015 l'Audiència de Barcelona va condemnar el seu antic president Ferran Bonet i Bonet (2000-2008) a 3 anys i mig de presó per apropiar-se de més de 260.000 euros de la fundació. La sentència fou ratificada pel Tribunal Suprem d'Espanya.